# Měkké rozpočtové omezení
Koncept měkkého rozpočtového omezení (anglicky soft budget constraint) popisuje chování ekonomických aktérů, kteří se mohou spolehnout na finanční výpomoc v případě, že se dostanou do nesnází. Poprvé tento koncept použil maďarský ekonom János Kornai při zkoumání nedostatků zboží v socialistických ekonomikách východního bloku; lze jej využít i při analýze ekonomických transformací, ekonomik rozvojových zemí i tržních ekonomik. V ekonomice, ve které jsou měkké rozpočtové omezení všudypřítomné, může vzniknout syndrom měkkého rozpočtového omezení: organizace, které kvůli jistotě podpory prakticky nemohou zkrachovat a nečelí pobídkám, které jinak zajišťují fungování tržních mechanismů, často nefungují efektivně a způsobují tak nedostatky zboží, nízkou produktivitu práce či nedostatek inovací.

## Charakteristika
Koncept staví na mikroekonomickém rozpočtovém omezení – množině všech možných spotřebních balíčků, které si spotřebitel může s jejich rozpočtem dovolit. Měkké rozpočtové omezení tento koncept rozšiřuje i na producenty. Organizace čelí tvrdému rozpočtovému omezení, pokud v případě deficitu musí nést celé jeho břímě (což ji může donutit ke škrtům, popřípadě až k bankrotu). Oproti tomu, v případě měkkého rozpočtového omezení existuje jiná organizace, která může poskytnout finanční výpomoc.
Nejčastěji je téma měkkého rozpočtového omezení diskutováno ve spojení se socialistickými ekonomikami, kde stát často drží dlouhodobě ztrátové státní podniky nad vodou, aby zabránil jejich krachu. Podobný fenomén ale existuje i mezi jinými páry organizací: kupř. mateřská společnost, která podporuje svou dceřinou společnost, vláda, která poskytuje podporu soukromým společnostem, příspěvkovým organizacím (školy, nemocnice) nebo samosprávám. V některých případech se může týkat i národních ekonomik (kupř. v případě zemí, které jsou dlouhodobě závislé na finanční podpoře, kterou nejsou schopné splatit).
Existuje několik důvodů, proč podpůrné organizace poskytují finanční výpomoc: vlastní finanční zájem (poskytnutí pomoci firmě, do které podporující firma v minulosti investovala), paternalismus (stát nebo holding, který se cítí zodpovědný za státní/podruženou firmu), politické zájmy (krach firmy by způsobil velkou místní nezaměstnanost, a tak ji stát drží při životě), reputace (mateřská firma zabrání krachu dceřiné firmy, který by přinesl negativní publicitu), dopad na ekonomiku (krach velké banky by ohrozil celý finanční systém, a tak ji stát poskytne bailout) nebo korupce (ředitel podniku má kontakt na člena plánovací komise, který poskytuje firmě více prostředků).
Samotný proces “změkčení” rozpočtových omezení může probíhat skrze přímou finanční podporu, danění (tolerance prodlení při placení daní), úvěry (preference firem v nesnázích při poskytování úvěrů, poskytování “špatných úvěrů”, tolerance prodlení, shovívavý poměr dluhů vůči aktivům) nebo obchodní úvěry (neúměrné kupování zboží “na dluh”).

## Syndrom měkkého rozpočtového omezení
Situace, ve které podpůrná organizace (stát, banka) nemůže důvěryhodně prohlásit, že neposkytne podporu organizacím v nesnázích (tj. situace, ve které tyto organizace mohou počítat s tím, že v případě nesnází dostanou výpomoc) může mít negativní účinky. Mohou vést k fenoménu nazývanému syndrom měkkého rozpočtového omezení.
V ekonomikách postižených tímto syndromem je často mnohem menší počet firem, které odcházejí z trhu – podpůrné organizace dlouhodobě ztrátové organizace drží při životě a nedovolí jim, aby zkrachovaly. Krach nevýnosných organizací však plní v ekonomice důležitou roli: umožňuje, aby byla práce a kapitál, které tato organizace používala, využita v produktivnějších podnicích, což v dlouhém období zlepšuje chod ekonomiky (viz Kreativní destrukce). Tyto ekonomiky (jako např. socialistické Československo, Maďarsko či Jugoslávie) tak často využívají kapitál a práci velice neefektivně.
Syndrom také ovlivňuje chování organizací: organizace nemají pobídky k tomu maximalizovat zisk, snižovat náklady nebo inovovat. Místo toho mají pobídky k tomu snažit se získat více podpory od podpůrných organizací (kupř. skrze lobování nebo korupci). Takové organizace také nereagují na změny cen vstupů a výstupů (v případě, že by je změna cen ohrozila, nemusí nacházet levnější způsob výroby, mohou jen požádat o podporu). Syndrom také může způsobit nedostatky zboží– organizace mohou požadovat více vstupů, než využijí (případné ztráty pokryje podpora) a investoři, chráněni před ztrátou investice, investovat více, než pokud by museli plně nést risk.

## Měkká rozpočtová omezení v různých typech ekonomik

### Transformující se ekonomiky
Ačkoliv se koncept nejčastěji aplikuje na socialistické ekonomiky, ve kterých je většina podniků vlastněna státem a kapitál alokován skrze centrální plánování, přechod na tržní ekonomiku a ekonomická transformace s sebou nemusí nést zánik měkkých rozpočtových omezení. Úspěch závisí na důslednosti reforem a způsobu privatizace rozsáhlého veřejného sektoru. Kupónová privatizace a levný prodej závodů jejich původním manažerů při privatizaci v České republice a v Rusku je spojován s přetrváním měkkých rozpočtových omezení. V Rusku byl syndrom v 90. letech tak rozsáhlý, že bylo nazýváno jako "neplatící společnost" – zaměstnavatelé často neplatili mzdy zaměstnancům, dlužníci dluhy věřitelům, stát důchody penzistům atd.

### Tržní ekonomiky
Měkká rozpočtová omezení v tržních ekonomikách jsou často diskutována v kontextu bank a jiných finančních institucí. Tyto organizace často bývají klíčové pro fungování ekonomiky a krach takové organizace má potenciál způsobit rozsáhlé škody. Proto mají správci tržních ekonomik (vlády a centrální banky) zájem na tom, aby se takový kolaps nestal. To může vést ke změkčení rozpočtových omezení pro banky, nejčastěji skrze přímou výpomoc – bailout (nejznáměji ve spojení s finanční krizí roku 2008). Výpomoc může mít podobné negativní účinky, podobně jako v jiných případech měkkých rozpočtových omezení. Hlavní nástroj pro zmírnění těchto negativních účinků jsou bankovní regulace.